# Hanaskogs slott
Hanaskogs slott är ett svenskt slott i Hanaskog, vid Helge å söder om Knislinge, i Östra Göinge kommun, uppfört åren 1852–1854 efter ritningar av Hans Jakob Strömberg.

## Historia
Hanaskog omnämns första gången i ett dokument från 1308, då riddaren Åke Ingvarsson ägde sex hemman där. På 1500- och 1600-talen tillhörde Hanaskog medlemmar av släkten Walkendorff.
Vid tiden för Skånes erövring från Danmark bildade fröken Anna Citzwitz herrgården av två halva bondgårdar. Längre fram var svenska riksrådet Ebbe Ulfeldt ägare av Hanaskog. Vid hans död 1682 tog statsverket Hanaskog som betalning för hans skulder och sålde det 1700 till häradshövding Peter Rosentvist.
1827 såldes Hanaskog till greve Carl Axel Wachtmeister, som ägde fideikommisset Vanås. Han lät 1852–1854 uppföra det nuvarande tegelhuset i två våningar och gjorde om gårdens utseende till ett verkligt herresäte. Innan dess hade den gamla mangårdsbyggnaden rivits, bestående av endast en våning, uppförd 1758, av friherre Arvid Reinhold von Nolcken. Från 1891 ägdes det av hans dotterson, landshövdingen i Kristianstads län, friherre Louis De Geer d.y., och efter honom av sonen Arvid De Geer. Hanaskog har stannat i släkten och ägs nu av friherre Willem De Geer.[källa behövs]
Den före detta svenska justitie- och statsministern Louis De Geer, den äldre, avled på Hanaskog den 24 september 1896.